# Aéroport d'Alert
L'aéroport d'Alert (AITA : YLT, OACI : CYLT) est l'aéroport le plus septentrional au monde, situé à une distance d'environ 830 km au sud du pôle Nord. Il se trouve près de la base permanente d'Alert, au Canada.
L'aéroport est dirigé par la Défense nationale canadienne et fait partie de la station des Forces armées canadiennes de Alert.

## Installations
Les radars et les équipements de navigation sont des remorques mobiles à l'aéroport. Les opérations de lutte contre l'incendie et de sauvetage sont assurées par un camion de pompiers KME/Fort Garry de 2012. Deux bulldozers sont utilisés pour niveler la piste si nécessaire.

## Incidents
Depuis sa création, deux accidents mortels ont eu lieu sur l'aérodrome. Soit :
- 31 juillet 1950 – Un Avro Lancaster AG-965 de l'Aviation royale canadienne s'écrase lors d'un vol de ravitaillement, tuant les 9 personnes à bord (membres d'équipage et passagers)[2] ;
- 30 octobre 1991 – « Boxtop 22 », un Lockheed C-130 Hercules de la BFC Trenton en mission de ravitaillement, s'est écrasé, tuant 5 personnes à bord[3].